# Gračič
Gračič este o localitate din comuna Zreče, Slovenia, cu o populație de 58 de locuitori.